# 安東尼·赫克特
安東尼·赫克特（1923年1月16日-2004年10月20日）是一位美国诗人。他的作品将对形式的浓厚兴趣与对抗20世纪历史恐怖的热情结合起来，他参加过的第二次世界大战和大屠杀是他作品中反复出现的主题。